# Whim Creek
Whim Creek is een historisch mijnplaatsje in de regio Pilbara in West-Australië. Het ligt langs de North West Coastal Highway, 1.645 kilometer ten noorden van Perth, 126 kilometer ten oosten van Karratha en 114 kilometer ten zuidwesten van Port Hedland. In 2021 telde Whim Creek 5 inwoners.

## Geschiedenis
Bij aanvang van de Europese kolonisatie was de streek een grensgebied. De Kariara en Indjibandi Aborigines leefden er in onmin door onenigheid over het toepassen van circumcisie. De Indjibandi werden ook wel de inlandse Kariari genoemd. De Ngaluma Aborigines leefden ook in de streek.
In 1872 werd koper gevonden ten westen van Whim Creek. Tegen de late jaren 1870 werd het koper ontgonnen en via de haven van Balla Balla naar het Verenigd Koninkrijk vervoerd. Er was daarvoor een 20 kilometer lange smalspoor-spoorweg van Whim Creek naar de haven van Balla Balla aangelegd. Whim Creek stond toen als Whim Well bekend en telde een 400-tal inwoners. Het had een postkantoor, een bakkerij, een postkantoor en twee herbergen, Delaney's Public House en Dunn's Public House. Delaney's Public House werd later het Whim Creek Hotel en Dunn's Public House het Federation Hotel. Het stalen geraamte van het Whim Creek Hotel zou in het Verenigd Koninkrijk zijn gefabriceerd en werd in 1886 in Whim Creek gemonteerd. Het hotel was populair bij de Duitse mijnwerkers.
In 1887 werd goud en koper gevonden 20 kilometer ten noorden van Whim Creek. Begin jaren 1900 werd het Whim Creek Hotel vernietigd tijdens een cycloon. Tijdens de Eerste Wereldoorlog werden de Duitse mijnwerkers geïnterneerd. Tot in de jaren 1930 werd de aanlegsteiger van de haven van Balla Balla gebruikt om het koper uit te voeren. In 1956 werd de aanlegsteiger door een cycloon vernietigd. In de jaren 1960 startten Japanse investeerders mijnoperaties in de streek. Ze maakten gebruik van twee dieselmotoren die tijdens de Eerste Wereldoorlog in duikboten gediend hadden om energie voor hun activiteiten te produceren. De mijnoperaties vonden plaats tot in de jaren 1970.
De mijnleases kwamen vervolgens in handen van Whim Creek Consolidated Ltd. Ze verkochten de leases midden de jaren 1990 aan Straits Resources Ltd.

## 21e eeuw
De Whim Creek en Mons Cupri koperafzettingen waren in het begin van de 21e eeuw in handen van Straits Resources Ltd. Het bedrijf ontgon er koper tot 2009. In 2009 werden de mijnen verkocht aan VentureX Resources Ltd.
In 2011 kocht VentureX Resources Ltd, de toenmalige eigenaar van de Whim Creek Copper Mine, het Whim Creek Hotel en sloot het. Twee aboriginesbedrijven, Ngarluma Yindjibarndi Foundation Ltd en Ngarluma Aboriginal Corporation, kochten het hotel voor AU$ 1,7 miljoen over in 2014. In 2018 ging Ngarluma Yindjibarndi Foundation Ltd in faling en in 2019 kwam het hotel terug op de markt.
In 2017 werden plannen goedgekeurd voor een groot Chinees ijzerertsmijnproject nabij Whim Creek met een nieuwe spoorweg naar een nieuw te bouwen haven in Balla Balla. Volgens het memorandum of understanding zou ook geprobeerd worden de streek te ontwikkelen en zo weinig mogelijk met FIFO-contracten te werken.
Tijdens de cycloon Veronica overstroomde in maart 2019 een afvalmeer waardoor de rivier Balla Balla vervuild werd. De rivier stroomt door het Balla Balla Station en de runderen drinken er uit de rivier en nabijgelegen vervuilde waterbronnen.

## Bezienswaardigheden
- Het in 1886 rechtgetrokken Whim Creek Hotel.
- Het voormalige havenplaatsje Balla Balla is een populaire plaats om te vissen.
- In de streek zijn vele restanten van mijnacitviteiten waar te nemen.[6]
- Een klein kerkhof en een herdenkingsmonument voor vijf aboriginesbroers die in de Tweede Wereldoorlog dienden. Slechts drie van de vijf Lockyer-broers keerden naar Australië terug.[14]

## Transport
Whim Creek ligt langs de North West Coastal Highway. De busdienst tussen Perth en Broome via Karratha van Integrity Coach Lines houdt op vraag halt in Whim Creek.
Er ligt een verlaten startbaan nabij Whim Creek waar tot de jaren 1950 vliegtuigen landden.

## Galerij

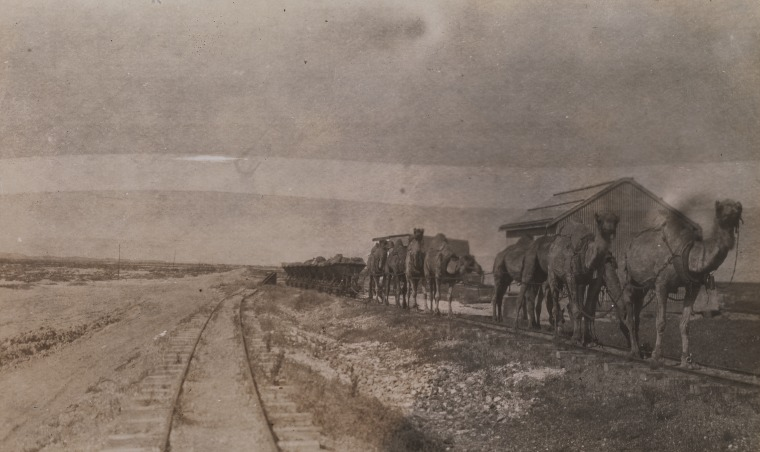
naar Balla Balla-haven in 1926
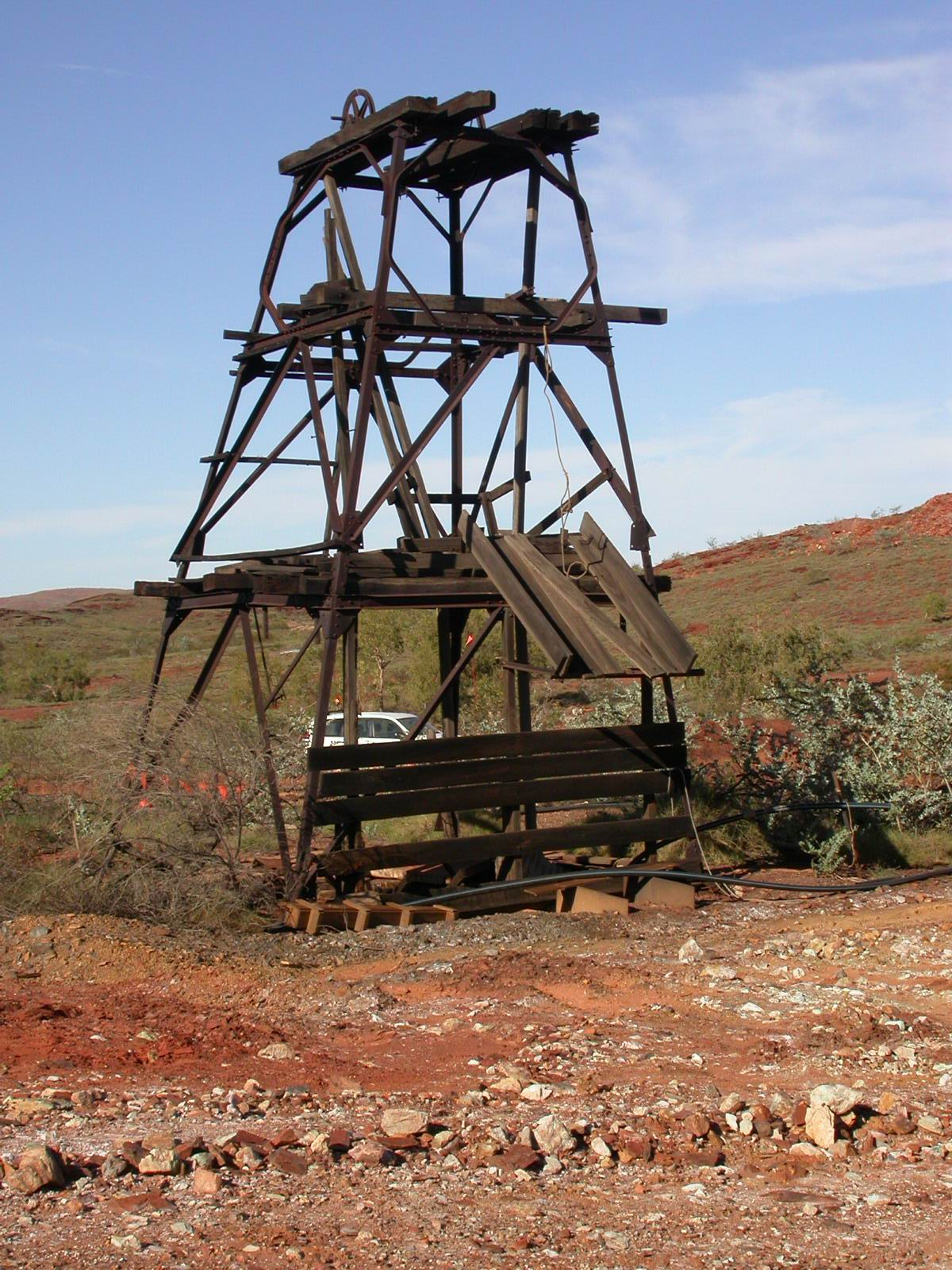
boorhoofd
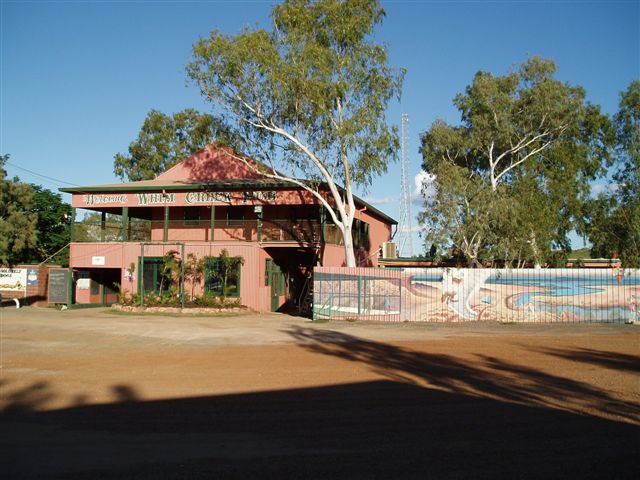
Whim Creek Hotel
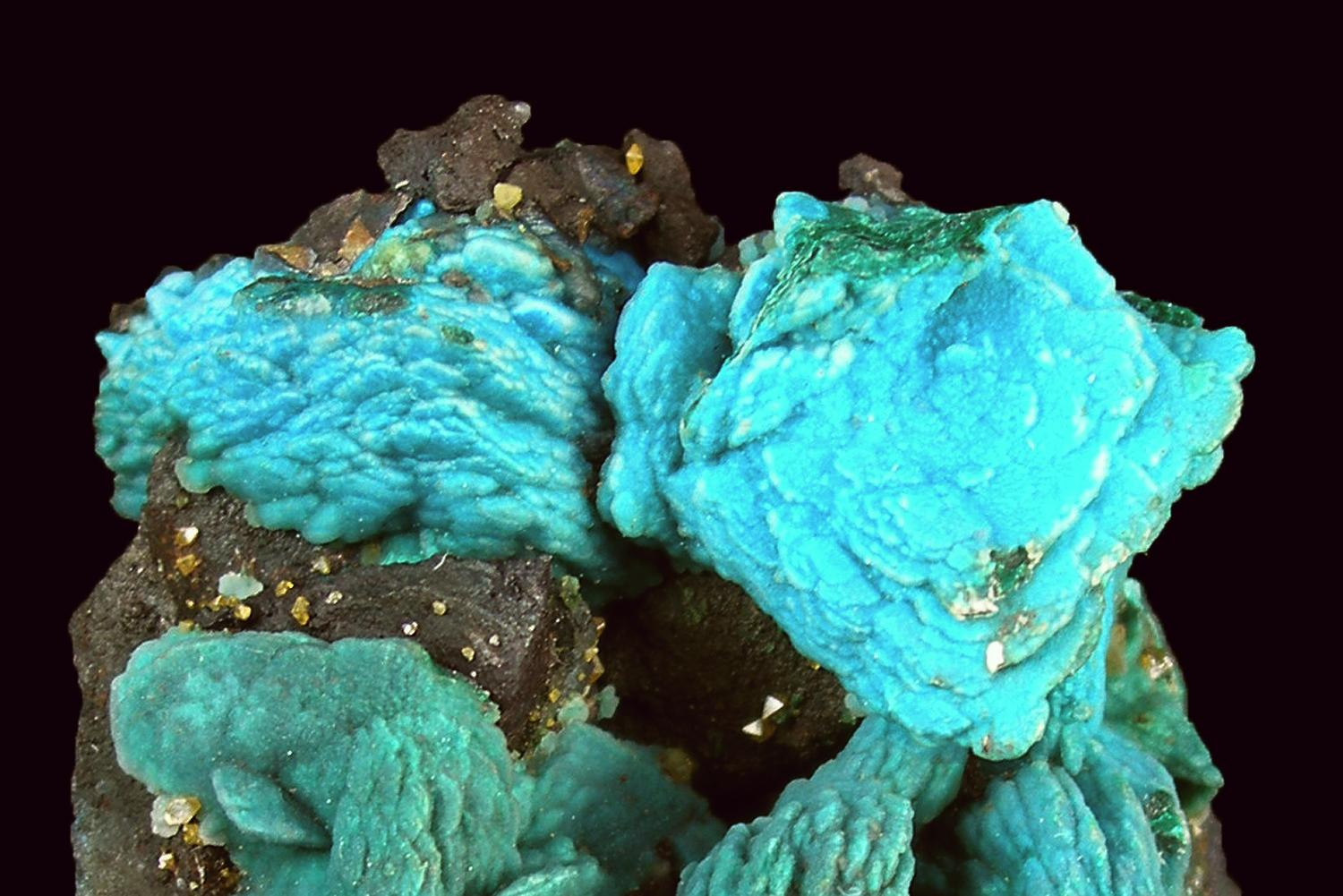
azuriet, chrysocolla en malachiet
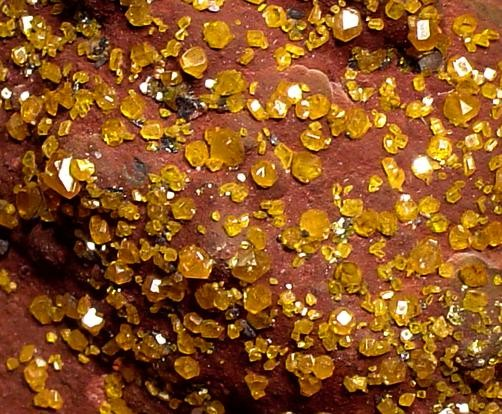
wulfeniet

Cossack · Dampier · Goldsworthy · Jigalong · Karratha · Marble Bar · Newman · Nullagine · Onslow · Pannawonica · Paraburdoo · Point Samson · Port Hedland · Roebourne · Shay Gap · South Hedland · Telfer · Tom Price · Whim Creek · Wickham · Wittenoom